# Alignement d'ontologies
Pour les articles homonymes, voir Alignement.
En informatique, l'alignement d'ontologies désigne deux choses:
- Le processus de découverte des correspondances entre deux ontologies différentes (équivalence de concepts ou de relations, subsomption, etc.)
- Le résultat de ce processus, c'est-à-dire l'expression des correspondances (e.g., le concept appelé « Automobile » d'une première ontologie est équivalent au concept appelé « Voiture » dans une seconde ontologie).

## Liens
- http://www.ontologymatching.org